# Calyptomyrmex sabahensis
Calyptomyrmex sabahensis (лат.) — вид мелких муравьёв рода Calyptomyrmex из подсемейства Myrmicinae (Formicidae). Остров Борнео (Quoin Hill, Tawau, Сабах, Малайзия).

## Описание
Мелкие муравьи, длина тела около 3 мм. Длина головы (HL) от 0,73 до 0,79 мм, ширина  (HW) от 0,74 до 0,81 мм. Длина скапуса усика (SL) от 0,40 до 0,43 мм. От других видов рода отличается длинными щетинками на переднем краю скапуса усиков. Основная окраска тела красновато-коричневого цвета (усики и ноги светлее). Голова и тело покрыты тонкими волосками. Проподеум угловатый, но без явных шипиков. Глаза мелкие: в наибольшем диаметре 2-3 омматидия. На голове развиты глубокие усиковые бороздки, полностью вмещающие антенны. Усики самок и рабочих 12-члениковые с булавой из 3 вершинных члеников (у самцов усики 12-члениковые, но без булавы). Максиллярные щупики 2-члениковые, нижнечелюстные щупики из 2 члеников. Наличник широкий с двулопастным выступом (клипеальная вилка). Стебелёк между грудкой и брюшком состоит из двух члеников: петиолюса и постпетиолюса (последний четко отделен от брюшка), жало развито, куколки голые (без кокона). Петиоль, постпетиоль и брюшко пунктированные. Вид был впервые описан в 2011 году австралийским мирмекологом Стивом Шаттаком (Steven O. Shattuck, CSIRO Ecosystem Sciences, Канберра, Австралия).